# Laguna de Negrillos
Laguna de Negrillos  est une commune d'Espagne dans la province de León, communauté autonome de Castille-et-León. Elle s'étend sur 71,8 km2 et comptait environ 1 098 habitants en 2015.